# Live Evil (película)
Live Evil es una película independiente de acción y terror de 2009 dirigida por Jay Woelfel, producida por Mark Terry y protagonizada por Tim Thomerson, Ken Foree, Mark Hengst y Tiffany Shepis.

## Sinopsis
Los vampiros están encontrando sus propios cuerpos no muertos mutados por la contaminación de la sangre del huésped, contaminados con drogas duras y enfermedades de transmisión sexual, alcohol, diabetes, antidepresivos y cigarrillos: sustancias que cambian la sangre y la hacen imbebible para los vampiros. La escasez de buena sangre ha incitado una guerra civil clandestina entre varios grupos de vampiros. Una camarilla de 4 vampiros, liderada por Benedict (Mark Hengst), lucha por encontrar sustento buscando víctimas con sangre no contaminada. El grupo está siendo acechado por una espada samurái, Sacerdote asesino de vampiros (Tim Thomerson), quien deja una nota en los cuerpos de los vampiros asesinados en forma de naipes con las palabras "Live Evil". Para sobrevivir tanto a las feroces luchas internas de su raza como a la contaminación biológica que se encuentra en la sangre humana, el grupo busca desesperadamente a Max (Ken Foree), un "traficante de sangre" que roba de los bancos de sangre de los hospitales para ofrecer la sangre más fresca y pura. Pero es posible que no tengan tiempo para disfrutarlo, porque el sacerdote vengativo está tras su rastro.

## Reparto
- Tim Thomerson como sacerdote
- Ken Foree como Max
- Gregory Lee Kenyon como Baxter, el vampiro
- Tiffany Shepis como "Spider"
- Mark Hengst como Benedict, el líder vampiro
- Chuck Williams como camarero del desierto
- Osa Wallander como Sydney, el vampiro
- Jeff Burr como el camionero del baño
- Mark Terry como David
- Lee Perkins como oficial Hicks
- Sean Cain como Severin
- Eva Derrek como Yael, el vampiro
- Elissa Dowling como Jerry
- Dan Glenn como Chad
- Mike Meadows como Mac
- Sebastian Saraceno como Clyde
- Cherrae L. Stuart como Cee
- Hawk Younkins como oficial Fowler
- Jenny Hendrix como chica fiestera desnuda #1
- Ann Marie Rios como chica fiestera desnuda #2

## Producción
Cuando el productor Mark Terry se mudó con amigos a Los Ángeles desde Florida, fue contactado por un presunto inversionista que deseaba que se hiciera una película y cuya advertencia era que la película tenía que ser una película de vampiros. Terry y sus amigos escribieron el primer borrador de la película y el inversor original se retiró. Después de filmar las escenas iniciales de la película en marzo de 2006 y sentir que la producción nunca se completaría, los amigos perdieron interés. Cuando les dijeron que deseaban abandonar la producción, Terry y otro productor firmaron una opción de guion para el guion y la escena de apertura, encontraron un nuevo inversor, hicieron que Jay Woelfel reescribiera el guion específicamente con Tim Thomerson en mente. La filmación principal del largometraje comenzó en noviembre de 2006, seis meses después de que se filmó la primera escena. El rodaje tuvo lugar los fines de semana y duró varios meses. La película se proyectó en varios festivales de cine para atraer la atención de posibles distribuidores.

## Recepción de la crítica
The Tampa Tribune escribió que la película "es un retroceso a las películas de monstruos sangrientas e irónicas que dominaronestantes de alquiler de videos en la década de 1980 y principios de la de 1990 y fueron producidas por Full Moon Pictures de Charles Band o Troma de Lloyd Kaufman". Señalaron que la película era lo que uno podría esperar como un primer esfuerzo y que contenía problemas estructurales causados por el programa de producción errático de la película, pero escribieron que, considerando su presupuesto limitado, "el guión muestra destellos prometedores y los efectos especiales son impresionante", y que como película de acción/terror, "cumple con creces los criterios exigidos por los fans de las fiestas de terror de bajo presupuesto al estilo Grindhouse".
DVD Talk, aunque elogió el trabajo del actor Tim Thomerson en la película, señaló algunos problemas con la producción en sí, escribiendo la película "habría tenido un éxito más consistente si se hubiera hecho más edición. Una fiesta de vampiros en la casa de un traficante de sangre (el traficante es interpretado por el actor de carácter Ken Foree, quien también fue productor ejecutivo) fue una idea inteligente pero dura demasiado". Tomaron nota de la inclusión en la película de imágenes de dominio público del clásico del cine mudo de terror Nosferatu, pero amplió que el simple hecho de que ese metraje esté disponible "no significa que todas las demás películas de vampiros de bajo presupuesto necesiten encontrar una manera de introducir metraje de esa película en su narrativa". También señalaron que la "batalla culminante entre el sacerdote y los vampiros de la película también se siente demasiado larga, y un 'giro' sorpresa al final no es tan sorprendente". Al notar los defectos percibidos de la película, concluyeron que la película "tiene más creatividad y un sentido de diversión estúpida que la mayoría de sus películas de bajo presupuesto. Y es bueno ver a Tim Thomerson retomar su vieja rutina de tipo duro. Dada su generosa extras (más sobre esto en un momento), le daría a este lanzamiento una recomendación leve para los fanáticos de las películas de terror y de culto". Del video de la película, el sintió que la película' El uso de formato panorámico no anamórfico reveló "artefactos, aliasing y una falta general de claridad". Sobre el sonido de la película, escribieron que, al contrario de la calidad visual, "el sonido se transmite con fuerza", ya que su diálogo "siempre fue claro y los efectos de sonido bien representados".
Bloody Disgusting tomó nota de la película "Claramente aprovechándose de la aprobación estadounidense de la adoración de vampiros como la nueva religión nacional", y que con una trama de vampiros que encuentran buena sangre humana cada vez más difícil de encontrar, lo que resulta en luchas internas entre los sobrevivientes, la película se sintió relacionado con la franquicia de películas Blade. También sintieron que aunque la película era "ligeramente una reminiscencia de Near Dark, trajo "suficiente sangre y tetas a la mesa para entretener incluso al fanático del terror más hastiado". Elogiaron al equipo de efectos especiales de producción por "hacer todo lo posible cuando se trata de traer el trabajo húmedo almibarado". Tomaron nota de la introducción de la película a los bebés vampiro ("Malditos bebés vampiro", entona Thomerson, "son los peores")" y elogiaron al escritor/director: "[Jay] Woelfel pisa el acelerador creativo y no no te detengas hasta que aparezcan los créditos finales". Concluyeron que para aquellos espectadores "dispuestos a ignorar los valores de producción por debajo del promedio, Live Evil vale la pena con creces".

## Lanzamiento
En septiembre de 2008, la película tuvo su estreno en el festival de cine Valley Film Festival en North Hollywood, y su debut teatral en el Beach Theatre en St. Petersburg Beach, y fue lanzada a Video on Demand por Warner Brothers en 2009, seguido de un lanzamiento en DVD en 2010 por Rivercoast Films. El DVD contiene una transferencia de pantalla panorámica con sonido envolvente 5.1, y los extras incluyen un comentario de audio del escritor/director Jay Woelfel, el productor Mark Terry y el acor MarkHengst, escenas eliminadas con comentarios de Woelfel, un videoclip del Fangoria's Weekend of Horrors, un videoclip promocional del debut de la película en "Weekend of Horrors", Thomerson presentando la película en "Flashback Weekend", el largometraje Stunts: Behind the Scenes , el tráiler teatral original y una bonificación cortometraje Night Demons con introducción de Mark Terry. BSX Records lanzó la banda sonora de la película "Live Evil" del compositor Austin Wintory en julio de 2010.